# Michel Corneille le Jeune
Pour les articles homonymes, voir Corneille.
Michel Corneille le Jeune, dit aussi Michel II Corneille, Michel-Ange Corneille ou Corneille des Gobelins, né à Paris en 1642 et mort dans la même ville le 16 août 1708, est un peintre et graveur français.

## Biographie
Michel Corneille est le fils du peintre Michel Corneille l'Ancien (vers 1601–1664). Il est généralement désigné sous le nom de Michel Corneille le Jeune ou Michel Corneille II pour le distinguer de son père et il est parfois appelé Michel Corneille l'Aîné pour le différencier de son frère Jean Baptiste Corneille (1649-1695) lui aussi peintre.
Michel Corneille le Jeune a d'abord été l'élève de son père, puis des peintres du roi Charles Le Brun et Pierre Mignard qui eurent une grande influence sur ses productions. Il s'est d'abord consacré à la peinture d'histoire et fut le lauréat d'un prix fondé par l'Académie royale de peinture et de sculpture grâce auquel il se rendit en Italie où il passa plusieurs années entre 1659 et 1663. Il consacra une large partie de son séjour italien à copier les œuvres des grands maîtres italiens qui le marquèrent durablement. Toutefois, se sentant entravé par les restrictions du prix de l'Académie, il renonça à l'argent afin d'étudier les antiquités à sa manière. Influencé par l'Éclectisme grec, il étudia à l'Académie bolonaise des Incamminati fondée par les Carracci et modela son style sur le leur.
À son retour d'Italie, Michel Corneille fut élu membre de l'Académie royale le 19 septembre 1663 grâce à son tableau La Vocation des Apôtres. Il fut nommé professeur à l'Académie en 1690 et réalisa de nombreuses peintures religieuses telles que Le Repos pendant la fuite en Égypte ou La Vocation de Saint-Pierre et de Saint-André, qui révèlent l'influence des frères Carracci. Il était également un graveur prolifique et un grand nombre de ses dessins, environ 400, sont aujourd'hui conservés à Paris au musée du Louvre.
Michel Corneille le Jeune travailla pour le roi à Meudon, Fontainebleau mais aussi au Grand Trianon de Versailles dans lequel il peint Flore et Zéphyr et Le Jugement de Midas. À Versailles il reçut une importante commande royale pour décorer le plafond du salon des Nobles de la reine dans les grands appartements du château. Le panneau central représente Mercure répandant son influence sur les Arts et les Sciences, entouré de quatre voussures et de quatre écoinçons composé de toiles allégoriques peintes marouflées sur le mur. 
Il réalisa aussi des fresques pour plusieurs grandes églises parisiennes, notamment la cathédrale Notre-Dame, l'église de l'ordre des frères mineurs capucins ou la chapelle Saint-Grégoire de l'hôtel des Invalides à Paris. 
Pendant des années, Michel Corneille résida à la Manufacture des Gobelins à Paris et était de ce fait parfois appelé Corneille des Gobelins. Il est mort à la manufacture en 1708.

## Œuvres

### Peintures
- Rennes, musée des Beaux-Arts : La Vocation des Apôtres, 1663.
- Paris, musée du Louvre : Le Repos pendant la fuite en Égypte,
- Arras, musée des Beaux-Arts : La Vocation de Saint-Pierre et de Saint-André, 1672, un des Mays de la cathédrale Notre-Dame de Paris.
- Orléans, musée des Beaux-Arts : Saint Jérôme et l’ange, 1670-1680, huile sur toile, 108 x 90 cm[2]
- Versailles, Grand Trianon :
  - Flore et Zéphyr ;
  - Le Jugement de Midas.
- Chantilly, Musée Condé, galerie des actions : Le Repentir, vers 1691, 290 × 332 cm. Le musée conserve également le dessin préparatoire.
- Vénus demande à Vulcain des armes pour Énée, huile sur toile, 113 x 154 cm, collection particulière[3].

### Estampes
- La Nativité.
- Fuite en Égypte.
- Abraham voyageant avec Lot.
- Jacob luttant avec l'ange.

### Dessins
- Feuille d'études : vingt-deux têtes de femmes, de jeune homme, d'un abbé, d'enfants et d'angelots, sanguine et craie sur papier beige. H. 0,273 ; L. 0,439 m[4]. Paris, Beaux-Arts de Paris.
- Feuille d'études : quatorze têtes d'homme barbu et de jeune homme, sanguine et craie sur papier marron. H. 0,291 ; L. 0,431 m[5]. Paris, Beaux-Arts de Paris. Ces deux feuilles sont à rapprocher de la peinture en grisaille sur toile de Corneille d'après la Gloire céleste exécutée en 1666 par Mignard pour la coupole du Val de Grâce. Corneille exécute cette réduction en étroite collaboration avec Mignard et prépare méticuleusement son travail par une succession d'études de détails portant sur des têtes, des mains ou des éléments de draperies d'une partie de la composition. Ces deux feuilles sont respectivement des études pour le groupe des pères de l'Eglise situés près d'Anne d'Autriche et des études pour le groupe des apôtres[6].
- Portrait de l'architecte Jules Hardouin-Mansart, sanguine, plume, encre brune et lavis brun, rehauts de gouache, H. 0,163 ; L. 0,108 m[7]. Paris, Beaux-Arts de Paris[8]. Assis au milieu de ses richesses, trônant au centre sur un fauteuil somptueusement orné, ce portrait de l'architecte Jules Hardouin-Mansart rend compte de son statut social. Il est alors en plein apogée. D'une facture enlevée, le style de Corneille se caractérise par les lavis brun sur traits de sanguine ou encore le rendu onduleux des draperies. Ce portrait se rapproche de celui de la jeune femme conservé au musée du Louvre.

Œuvres de Michel Corneille le Jeune
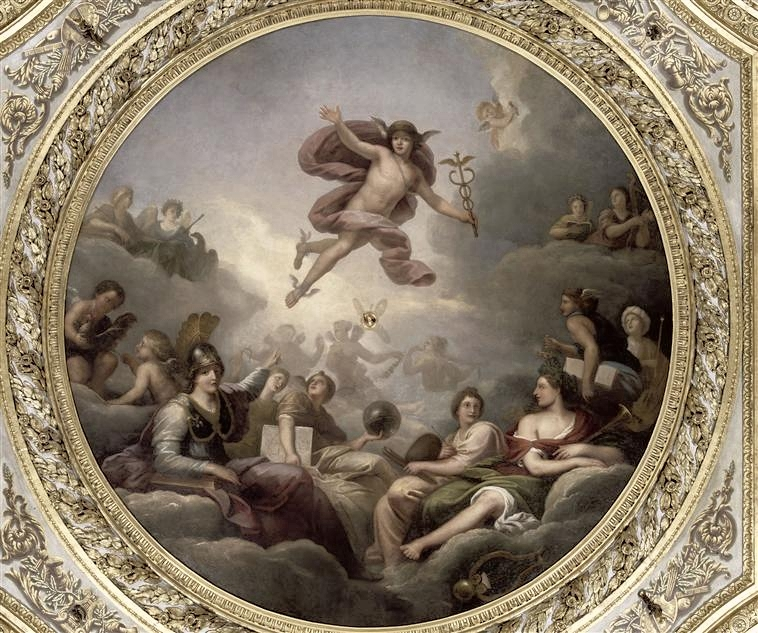
Mercure répandant son influence sur les Arts et les Sciences (vers 1672), grands appartements du château de Versailles.
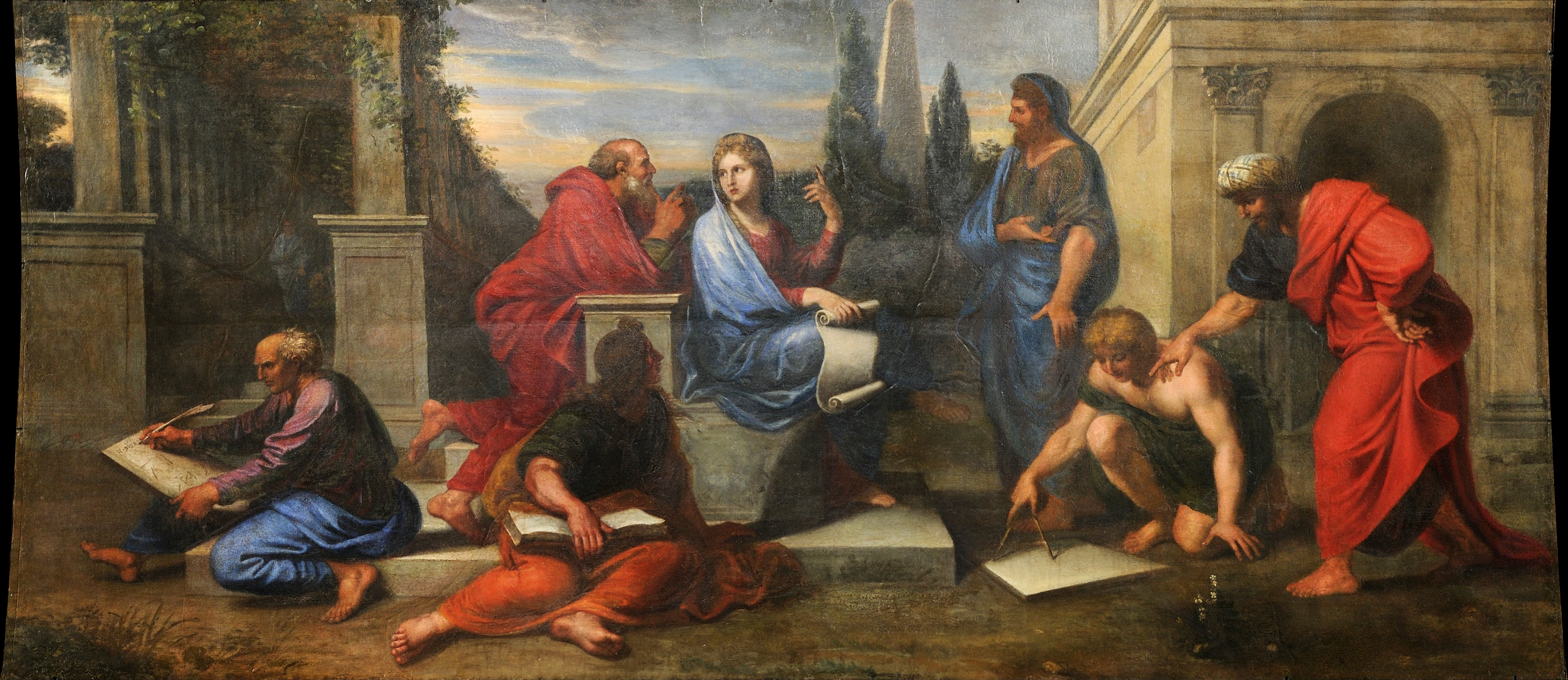
Aspasie au milieu des philosophes de la Grèce (vers 1672), grands appartements du château de Versailles.
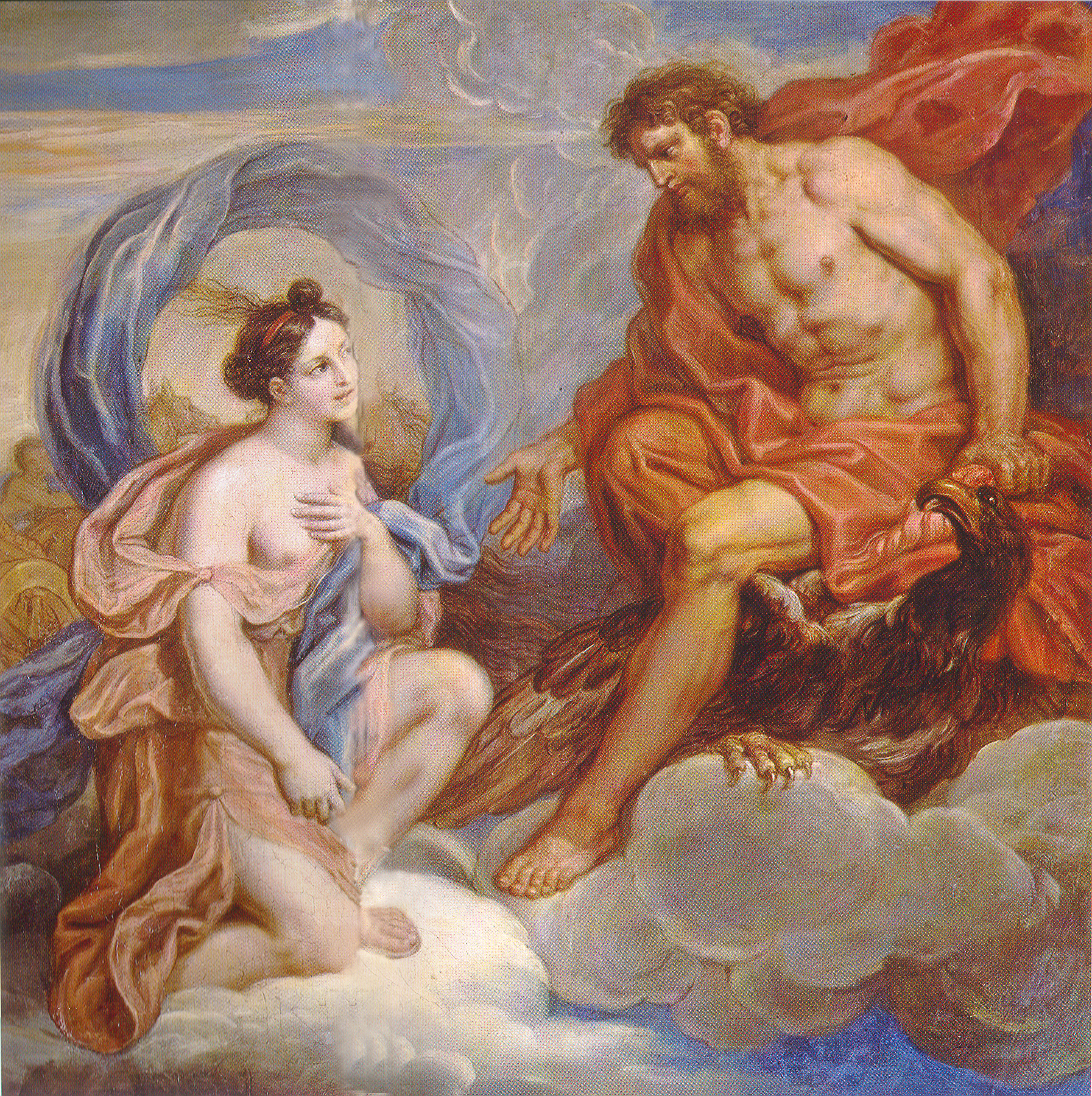
Iris et Jupiter (1701), château de Versailles.
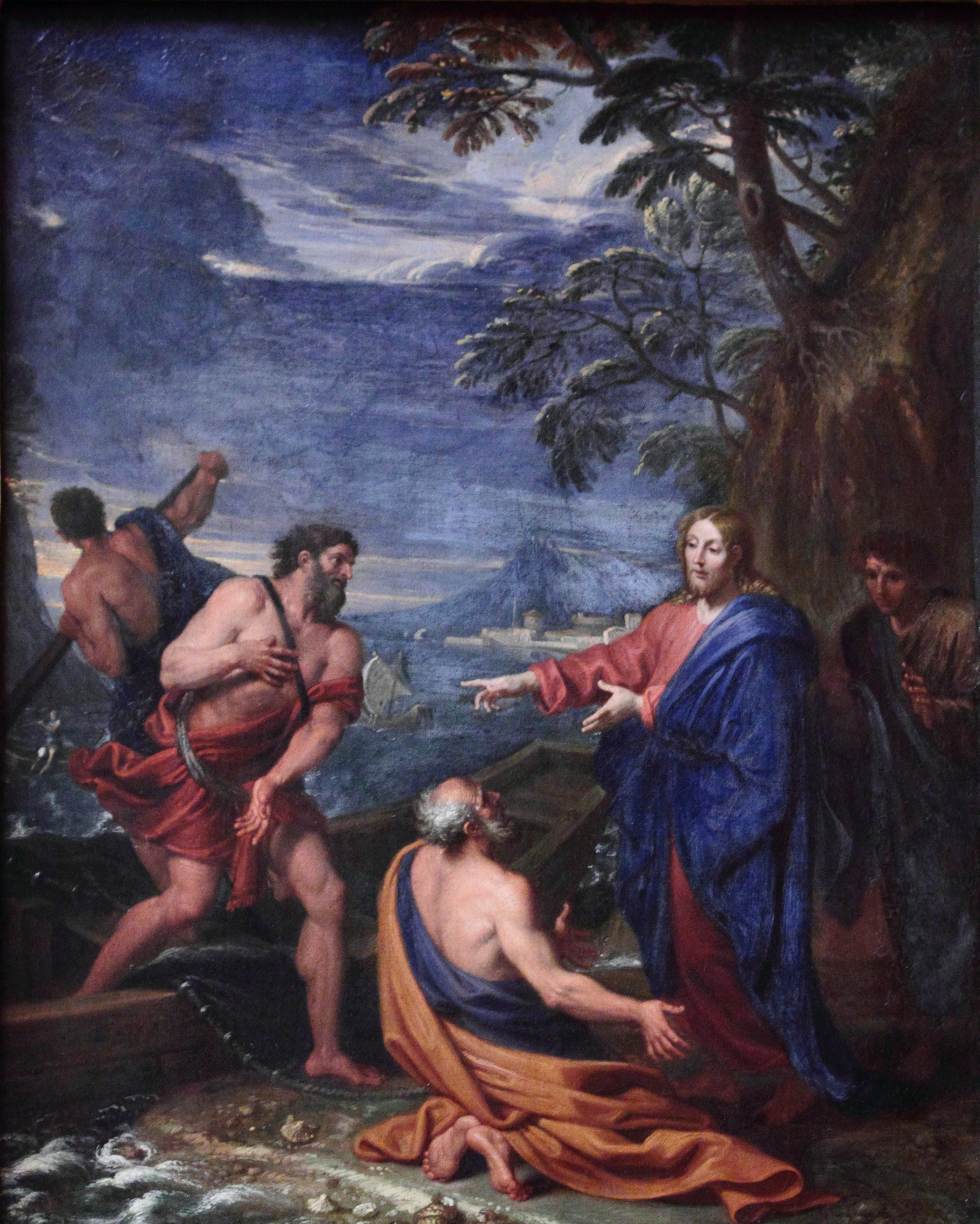
Vocation de saint Pierre et de saint André, dessin, musée des beaux-arts de Rennes.
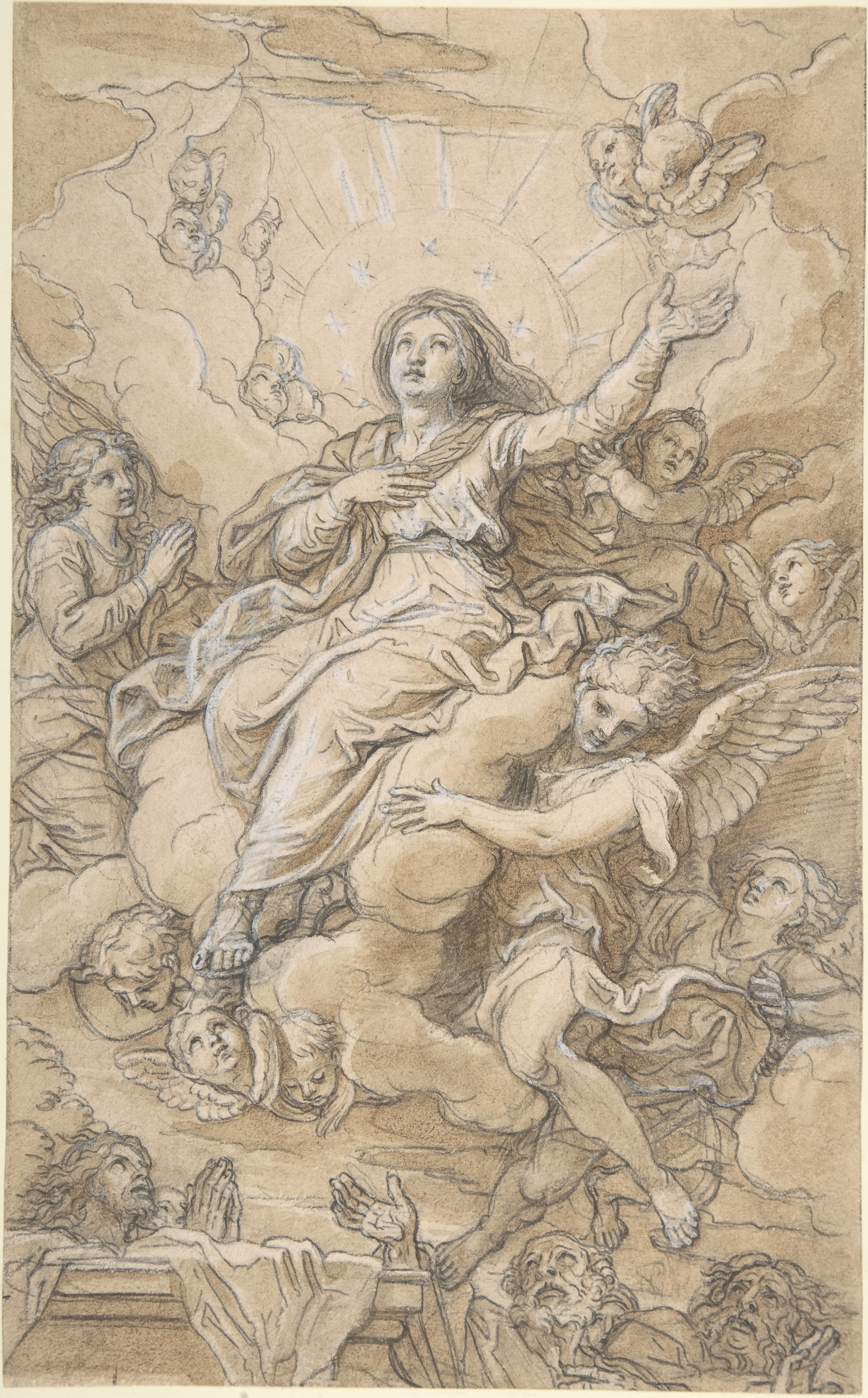
L'Assomption de la Vierge, dessin, New York, Metropolitan Museum of Art.
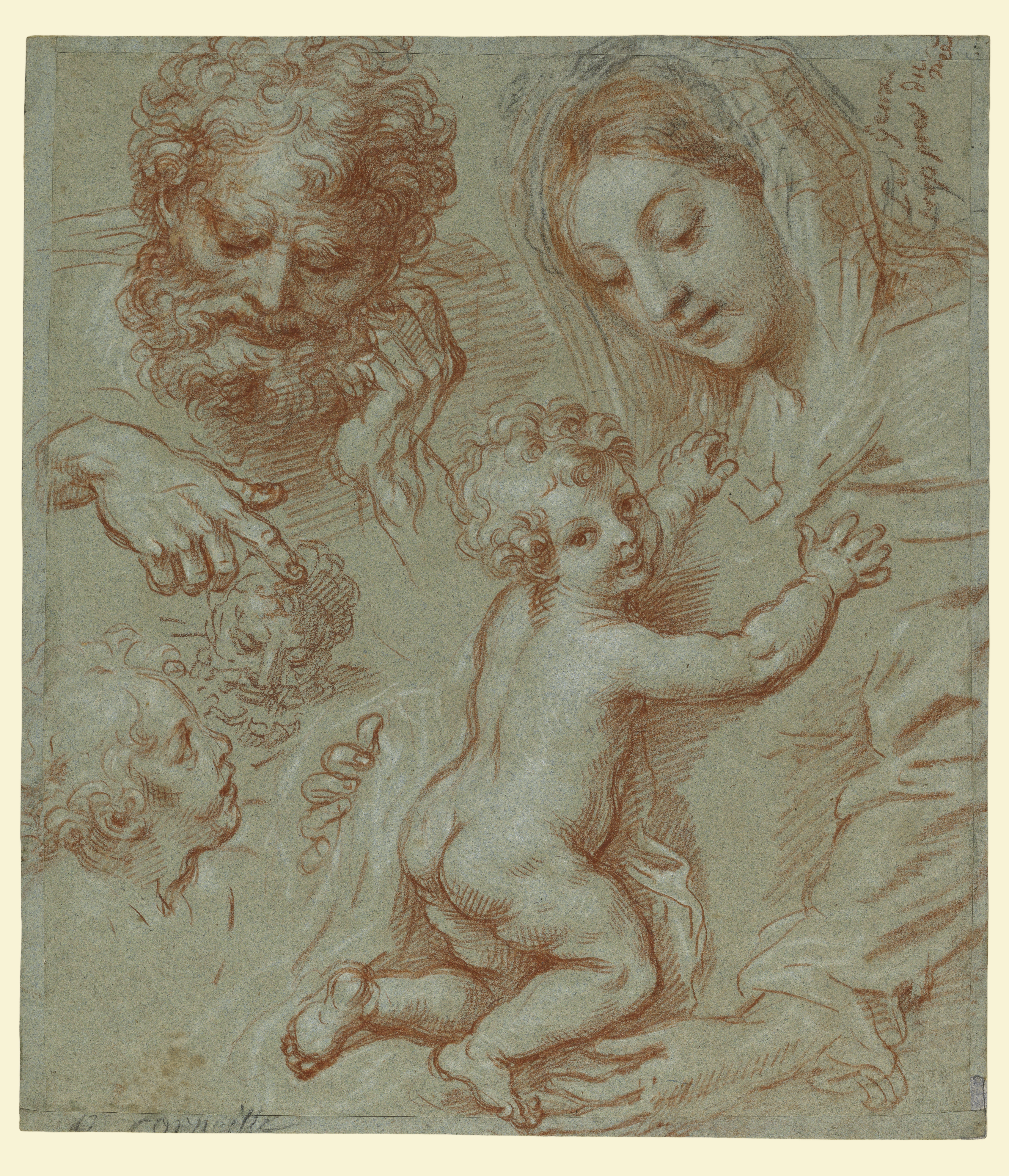
Études de têtes et de Vierge à l'Enfant (vers 1670-1690), Los Angeles, Getty Center[9].
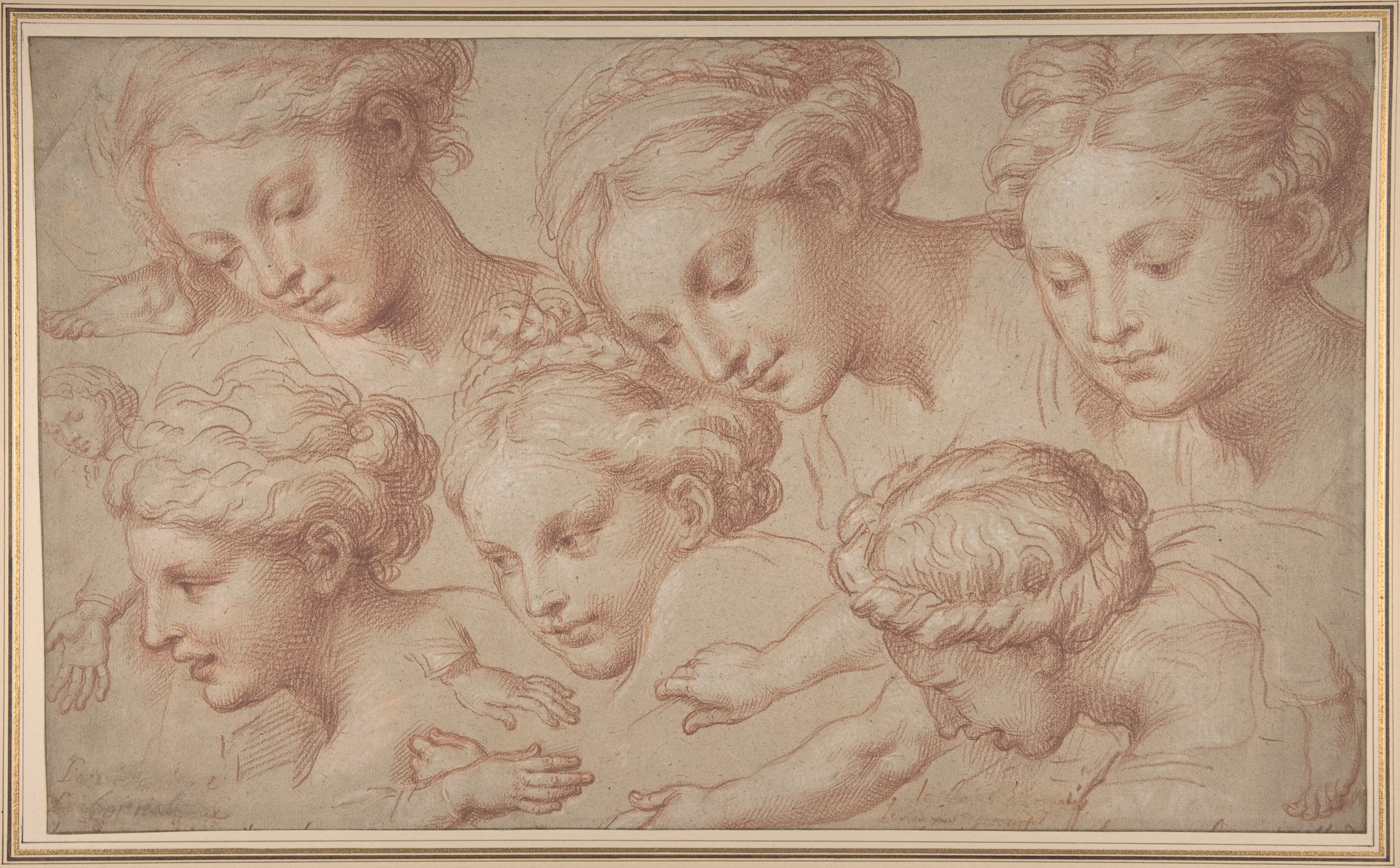
Copies d'après le « Moïse sauvé des eaux » de Raphaël, dessin, New York, Metropolitan Museum of Art.